# Anisodactylus nigerrimus

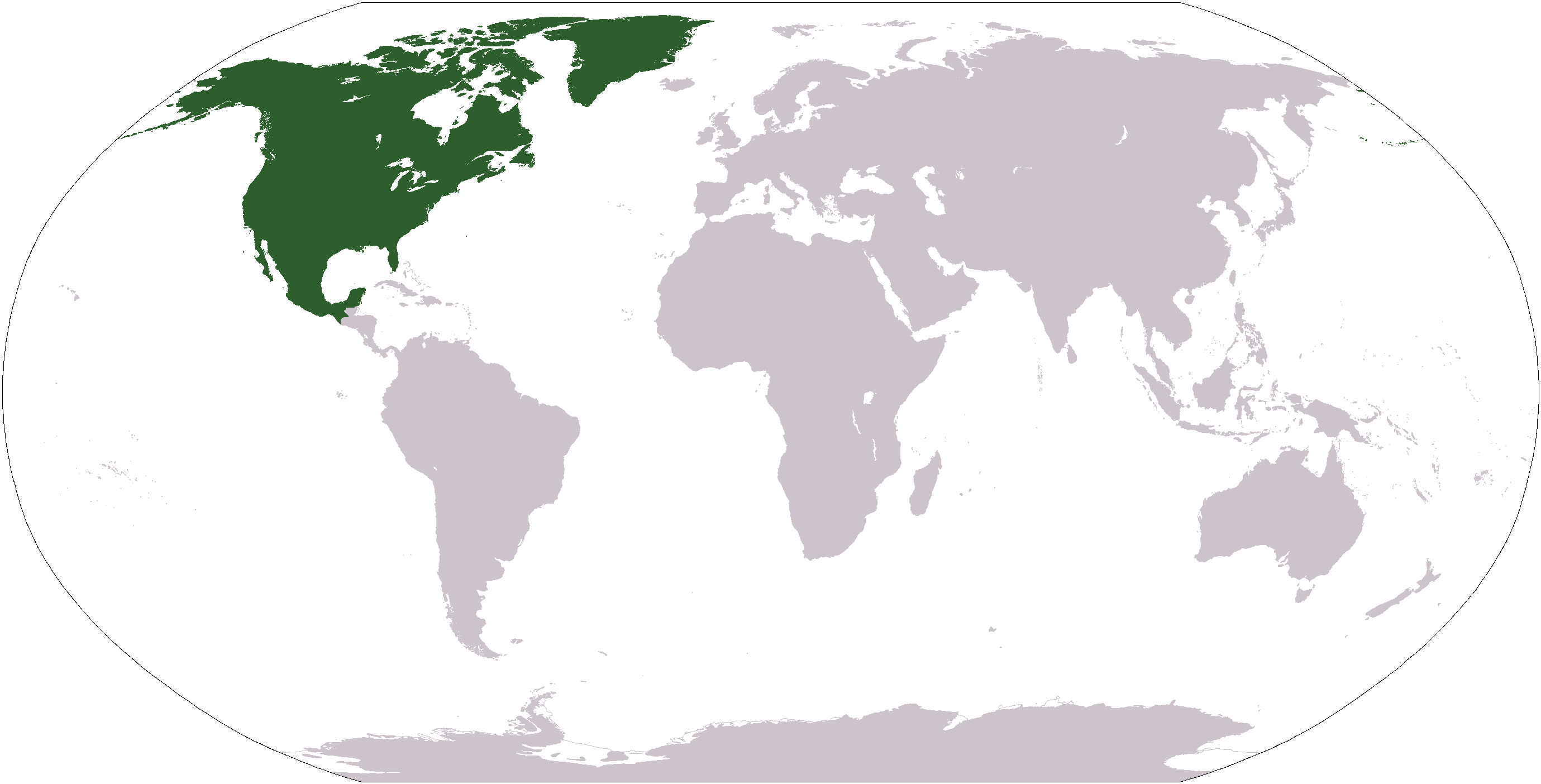
Levnadsområde

Anisodactylus nigerrimus är en skalbaggsart som beskrevs av Pierre François Marie Auguste Dejean. Anisodactylus nigerrimus ingår i släktet Anisodactylus och familjen jordlöpare. Inga underarter finns listade i Catalogue of Life.